# Артур Дубравчич
Артур Дубравчич (сербохорв. Artur Dubravčić, нар. 15 вересня 1894, Врбовско — пом. 14 березня 1969, Загреб) — югославський футболіст, що грав на позиції півзахисника.
Виступав, зокрема, за клуби «Олімпія» (Карловац) та «Конкордія» (Загреб), а також національну збірну Югославії.

## Клубна кар'єра
У дорослому футболі дебютував 1910 року виступами за команду клубу «Олімпія» (Карловац), в якій провів сім сезонів.
У 1917 році перейшов до клубу «Конкордія» (Загреб), за який відіграв 9 сезонів. Завершив професійну кар'єру футболіста у 1926 році.
Помер 14 березня 1969 року на 75-му році життя у місті Загреб.

## Виступи за збірну
У 1920 році дебютував в офіційних матчах у складі національної збірної Югославії. Протягом кар'єри у національній команді, яка тривала 5 років, провів у формі головної команди країни лише 9 матчів, забивши 1 гол.
У складі збірної був учасником  футбольного турніру на Олімпійських іграх 1920 року в Антверпені.